# 경복중학교
경복중학교(慶福中學校)는 대구광역시 남구 봉덕동에 있었던 사립 중학교였다.
2018년에 협성중학교와 통합하여 협성경복중학교가 출범했으며, 기존 경복중학교 야구부 또한 협성경복중학교로 이관됐다. 학교 건물은 2024년 9월부터 경북여자상업고등학교가 대명2동에서 이전하여 이용 중이다.

## 학교 연혁
- 1951년 10월 10일 : 청구대학 내 임시 발기인 사무소 설치, 초대 교장 최용하 취임
- 1951년 10월 24일 : 개교
- 1951년 10월 25일 : 대구 서중학교로 개칭(9학급)
- 1952년 3월 31일 : 재단법인 춘추숙 설립인가
- 1967년 12월 30일 : 학칙변경 24학급(주간 18학급, 야간 6학급)
- 1970년 2월 25일 : 교사이전(비산동에서 현재 봉덕3동 1322-4번지로)
- 1971년 12월 17일 : 교명 경복중학교로 개칭
- 1980년 2월 22일 : 학교법인 협성교육재단으로 합병(36학급)
- 2002년 11월 14일 : 급식소 준공
- 2003년 7월 2일 : 야구부 합숙소 준공
- 2016년 2월 4일 : 제64회 졸업식 (졸업생 누계 25,057명)
- 2017년 3월 1일 : 제34대 김시년 교장 취임
- 2018년 2월 28일 : 협성중학교와 함께 협성경복중학교로 통합[1], 67년만에 폐교

## 참고 자료
- 경복중학교 - 한국교육학술정보원 학교알리미